# 山本忠敬
山本 忠敬（やまもと ただよし、1916年4月9日 - 2003年1月14日）は、挿絵画家、アートディレクター。

## 来歴・人物
東京生まれ。東京美術学校工芸科図案部卒業後、東京シネマ漫画映画研究所員、チューデザイングループ主宰。児童文学に関する挿し絵、絵本多数。

## 著書
- しょうぼうじどうしゃじぷた
- パトカーぱとくん
- ずかん・じどうしゃ「年少版こどものとも」2号
- おおきいものは?「年少版こどものとも」23号
- ろせんばす「年少版こどものとも」30号
- さんかく「年少版こどものとも」39号
- しゅっぱつしんこう!「年少版こどものとも」65号
- ブルドーザとなかまたち「年少版こどものとも」84号
- かじだ、しゅつどう「年少版こどものとも」94号
- とっきゅうでんしゃあつまれ「年少版こどものとも」118号
- ひこうじょうのじどうしゃ「年少版こどものとも」156号

ほか多数。

## 公式サイト
- のりもの絵本作家山本忠敬の世界

| スタブアイコン | サブスタブ | この項目は、まだ閲覧者の調べものの参照としては役立たない、文人（小説家・詩人・歌人・俳人・作詞家・作家・放送作家・随筆家（コラムニスト）・文芸評論家）に関連した書きかけの項目です。この項目を加筆・訂正などしてくださる協力者を求めています（P:文学/PJ:作家）。 |